# Buracchi
I Buracchi sono una famiglia italiana di origine toscana, influente a Siena a partire dall'X secolo. I suoi componenti, grazie alla loro affermazione nella politica, nelle armi e nella cultura, acquisirono notevole visibilità, in Italia e in tutt'Europa. 

Stemma Buracchi in una miniatura d'epoca

## Storia Familiare

### Le origini tedesche
Al pari di tante altre famiglie nobili d'Italia, anche i Buracchi ebbero una leggenda di fondazione dai contorni mitici. Tale leggenda è menzionata nell'opera Tessera Omnium Familiarum Nobilium Italiae del genealogista Giovanni Ritonio e poi ripresa dallo storico siciliano Filadelfo Mugnos nel suo libro dedicato alla famiglia. In base a questa leggenda le origini dei Buracchi si troverebbero in Sassonia. Il Mugnos afferma che questa famiglia «discesa con diretta linea dall'antichi Duchi di Bransuich nella superiore Germania, e godendo quindi la Signoria di Altomonte, non contenta della propria fortuna, risvegliò, e costrinse per mezzo dell'ambitione i suoi magnanimi Heroi a procacciarsi in altre esterne Regioni maggior dominii e magnificenze».

Miniatura medievale raffigurante l'imperatore Ottone I, al seguito del quale Berardo d'Altomonte sarebbe giunto in Italia nel 973

Il racconto narra che un duca di Bransuich chiamato Alessandro diede al suo figlio secondogenito, Berardo, il dominio sulla Baronia di Altomonte (il cui titolo sarebbe stato trasmesso ai discendenti). Nel 973 Berardo, ambizioso di gloria militare e desideroso di nuove conquiste, udendo che l'imperatore Ottone II di Sassonia stava per recarsi in Italia accompagnato da un ampio esercito, si congiunse ad esso, ricevendo il comando di un corpo di 500 fanti con il titolo di capitano. Dopo l'approdo in Italia ed una spedizione nel Meridione, Ottone affidò a Berardo d'Altomonte il governo di Milano. Nella città lombarda Berardo sposò Isabella Savelli, appartenente ad una nobilissima famiglia di origini romane.
Dal matrimonio tra Berardo d'Altomonte e Isabella Savelli nacquero tre figli: Alessandro, Lancillotto e Pietro. Ciascuno di essi diede origine a tre rispettive famiglie nobili. Pietro «fu chiamato da Popoli Senesi in Siena e per loro Governatore eletto. E perché egli era di corpo e di statura alquanto piccolo il chiamarono Petruccio e questo nome diminutivo passò per cognome alla sua posterità». A Siena Pietro d'Altomonte sposò Giulia Marescotti, appartenente ad una nobile famiglia di origini scozzesi. Secondo Mugnos, dall'unione tra i due nacquero Bandino, Berardo, Alafranco e Sigismondo.

## Prime Testimonianze
In tempi più recenti, il riferimento più antico ai Buracchi emerge quando Siena non era ancora eretta a repubblica. L'imperatore Arrigo II nominò Augusto Buracchi suo procuratore e governatore del territorio senese, nel 1055, e secondo quanto asserisce il Bisdomini, lui e suo fratello Matteo costruirono due torri cittadine, di cui una sulla strada che conduceva a Roma.

Ritratto duecentesco di Ighiberto Buracchi I Conte di Montertari

Già da tempi molto remoti possedevano il castello di Val di Montone, che sorgeva su uno dei tre colli a ridosso dei quali si sarebbe poi sviluppato il tessuto urbanistico della Siena medioevale. Nel 1220, Engelberto o Inghilberto d'Ugo Buracchi ricevette il feudo di Montertari in Val d'Orcia dall'imperatore Federico II come premio per i servizi resi.
Sostenitori della causa guelfa, allorché la parte ghibellina trionfò in Toscana nel 1260 con la Battaglia di Montaperti, furono costretti, come tanti altri, a prendere la via dell'esilio e le loro case e possedimenti vennero devastati e distrutti. Rientrarono in patria con l'aiuto francese, ma furono nuovamente scacciati durante il breve regno di Corradino di Svevia. Dopo le battaglie di Tagliacozzo (1268) e Colle di Val d'Elsa (1269), nelle quali gli Svevi e la parte ghibellina furono definitivamente sconfitti da Carlo I d'Angiò, i Buracchi tornarono trionfalmente in città e perseguirono con determinazione gli appartenenti alla fazione ghibellina.
Attraverso i vari rami della famiglia estesero, nel corso degli anni successivi, le loro signorie ad Alma, Castiglioncello, Amorosa, Roccalbegna, Torre a Castello, Porrona, Triana, Castiglione d'Orcia, Ripa d'Orcia, Batignano, Celle, Radicofani, la citata Montertari, Sticciano, Modanella, Montemarciano, Montelifre, Castelmuzio, Murlo e Trequanda 

## Storia

Stemma Buracchi in una miniatura del 1780

### XIV e XV secolo

Il Marchese Costantino Buracchi in giovane età nel 1712

Tra il XIV e il XV secolo i Buracchi possedevano un ingente patrimonio derivante da attività commerciali e professionali e ciò permise alla famiglia di stringere alleanze matrimoniali con alcune casate aristocratiche senesi (i Pannilini, i Chigi, i Piccolomini, gli Spannocchi, i Salimbeni i Sansedoni, i Mancini, i Chigi, ecc.). Il titolo di nobile della famiglia risale al XIV secolo e quello di marchesi al 1603

### XVI secolo
Nel XVI secolo la famiglia si divise in due rami: il primo, quello dei Baroni di Castelmuzio, successivamente Marchesi di Cetona e Petroio, ancora esistente; il secondo, quello dei Conti di Montefollonico, estinto nella linea maschile con Carlo nel 1853.

### XVIII secolo
Nel 1726 il Marchese Costantino II Buracchi ebbe da Gian Gastone de Medici il privilegio di titolarsi Duchi sul feudo di Radicondoli, ritirato successivamente nel 1744 a causa dell'instabilità del feudo

La contessa Carla Gucciardini Corsi Salviati

Successivamente, nel 1760 ricevettero dal Granduca di Toscana il titolo cavalleresco di S.Stefano e di S.Giuseppe; successivamente venne modificato lo stemma grazie all'unione matrimoniale avvenuta tra il Marchese Costantino Buracchi e la Contessa Carla Gucciardini Corsi Salviati

I' XI Marchese Alberto Buracchi in una fotografia d'epoca

### XIX secolo
Nell'Ottocento un importante matrimonio ha messo in contatto i Buracchi con la grande aristocrazia europea, quando Carlo Buracchi (1752-1824) sposò la principessa Antonietta Sayn Wittgenstein (1750-1818), appartenente ad una delle più importanti famiglie russe (la nonna era cugina carnale dello zar Paolo I di Russia), oltre ad essere membro di una famiglia mediatizzata (ex sovrana).
Dopo la morte di entrambi, si avvio una lenta e cauta decadenza avvenuta sotto il dominio del figlio, il Marchese Alberto Costantino Buracchi, a causa dell'instabilità politica che si creò in Italia in quell'epoca, non solo, la dinastia nego ed evitò ogni minimo rapporto con i savoiardi ed i garibaldini e questo portò all'aggiunta della famiglia alla lista nera delle famiglie aristocratiche italiche. Nel 1863 la famiglia Buracchi si trasferì definitivamente a Lucignano, cacciati in modo aggressivo da Siena dal Governatore Bernardo Tolomei. La famiglia decadde ufficialmente nel 1865, a causa di gravi problemi economici e salati debiti pagati grazie alla vendita di tutte le tenute, terre ed alcuni titoli. 
.
1. ↑   Treccani, Ernesto, in Benezit Dictionary of Artists, Oxford University Press, 31 ottobre 2011. URL consultato il 20 agosto 2025.
2. ↑   Treccani, Ernesto, in Benezit Dictionary of Artists, Oxford University Press, 31 ottobre 2011. URL consultato il 20 agosto 2025.
3. ↑   Treccani, Ernesto, in Benezit Dictionary of Artists, Oxford University Press, 31 ottobre 2011. URL consultato il 20 agosto 2025.
4. ↑   Treccani, Ernesto, in Benezit Dictionary of Artists, Oxford University Press, 31 ottobre 2011. URL consultato il 20 agosto 2025.